# Cardioglossa annulata
Espèce
Cardioglossa annulata est une espèce d'amphibiens de la famille des Arthroleptidae.

## Répartition
Cette espèce est endémique du Congo-Brazzaville. Elle se rencontre vers Mayoko et Tsinguidi.
Sa présence est incertaine au Gabon.

## Publication originale
- Hirschfeld, Blackburn, Burger, Greenbaum, Zassi-Boulou & Rödel, 2015 : Two new species of long-fingered frogs of the genus Cardioglossa (Anura: Arthroleptidae) from Central African rainforests. African Journal of Herpetology, vol. 64, no 2, p. 81–102.